# قلمرو کوکورا

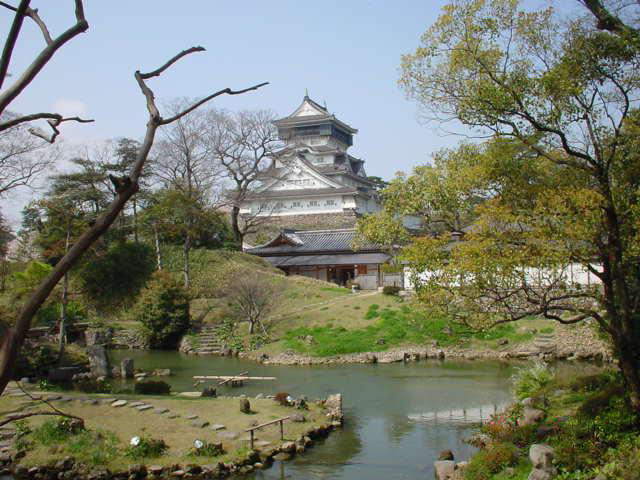
قلعه کُوکورا

قلمروی کُوکورا (به ژاپنی: 小倉藩 Kokura-han) یا قلمروی کاوارا (香春藩 Kawara-han) یا بعداً قلمروی تویوتسو (豊津藩)، یک هان در ژاپنِ دورهٔ ادو بود. این هان با ولایت بوزن (معادل امروزی: استان فوکوئوکا) مرتبط بود.
در نظام فئودالی ژاپن، به‌ویژه پس از اقدامات تویوتومی هیده‌یوشی، قلمروها (من‌جمله کوماموتو) کم‌کم از دارایی‌های عینی و ملموس به مفاهیمی انتزاعی با بار سیاسی و اقتصادی مبدل شدند؛ تا از قدرت سلحشوران محلی به نفع دایمیوها کاسته شود. محدودهٔ قلمروها به کمک نقشه‌برداری‌های دوره ای حدنگاشتی و نیز پیش‌بینی میزان محصول دهی تعیین می‌شد. به عبارت دیگر، قلمرو بر مبنای کُکوداکا یا «ارزش اقتصادی زمین» مشخص می‌شد، نه مساحتش. نظام فئودالی در ژاپن از این لحاظ با فئودالیسم در غرب تفاوت داشت. خاندان هوسوکاوا از سال ۱۶۰۰ تا ۱۶۳۲ بر این قلمرو حکومت می‌کردند سپس اوگاساوارا تادازانه آن را ۱۵۰٬۰۰۰ ککو خریداری کرد و تا سال ۱۸۷۱ خاندان اوگاساوارا مالک آن بودند.